# 清元延寿太夫
清元 延寿太夫（きよもと えんじゅだゆう）は、江戸浄瑠璃清元節宗家で高輪派の家元である。正式表記は旧字の延壽太夫。現在まで7代ある。
3代目を除く5代目までの墓所が台東区浄心寺にある。

## 初代
（安永6年（1777年） - 文政8年5月26日（1825年7月11日））通称は岡村屋吉五郎。
江戸横山町の茶油商に生まれる。1794年に富本節の初代富本斎宮太夫（後に剃髪して清水延寿斎）の養子、高弟の弟子で斎宮吉から1797年に2代目斎宮太夫を襲名。1812年に富本節を離れ豊後路清海太夫の名で一派を設立し1814年に清元延寿太夫を名乗り清元節を創設した。
従来の美声に庶民の風俗、世相、時代を取り入れ清元節の隆盛の基礎を築く。1824年に剃髪して清元延寿斎を号した。翌年劇場の帰宅途中に何者かに刺殺される。犯人は延寿太夫の活躍を妬んだ富本の仕業とされたが犯人不明。
当時あまりにも人気だったため「都座に過ぎたるものが二つあり 延寿太夫に鶴屋南北」という落書が読まれるほどだった。「累」「山姥」「須磨」等を語り評価を受ける。

## 2代目
（享和2年（1802年） - 安政2年9月26日（1855年11月5日））通称は岡村屋藤兵衛。号は紫雲斎。
初代の実子。幼名を巳三治郎。1816年に松江藩主の松平不昧より初代清元栄寿太夫の名を拝名し1819年に襲名披露する。
1827年に2代目延寿太夫を襲名。「落人」「神田祭」「お染」等を初演。1845年には初代清元太兵衛と改名。
次女は清元お葉でその夫が婿養子の4代目。

## 3代目
（文政5年（1822年） - 安政5年8月10日（1858年9月16日））
浅草今戸町藤田屋の息子。2代目の門下で妹婿。1853年に市村座で清元太兵衛のワキを勤めた。1858年に襲名したものの芸に乏しく目立った活躍せず没。
死因は、当時、江戸で流行していたコレラによるもの。
墓所は台東区保元寺。

## 4代目
（天保3年（1832年） - 明治37年（1904年3月16日））本名は岡村（旧姓：斎藤）源之助。
質屋谷中の三河屋の生まれ、芸を見込まれて、1858年に2代目延寿太夫の次女の清元お葉の婿養子になり4代目延寿太夫を襲名。河竹黙阿弥と親交が深く、「十六夜」「三千歳」「雁金」等を生み出した。
1891年に2代目太兵衛、1893年には隠居し延寿翁を名乗る。養子の3代目清元栄寿太夫が5代目延寿太夫を襲名した。

## 5代目
清元延寿太夫 (5代目)の項参照。

## 6代目
清元延寿太夫 (6代目)の項参照。

## 7代目
清元延寿太夫 (7代目)の項参照。